# Hypothemis hageni
Hypothemis hageni es la única especie del género Hypothemis, en la familia Libellulidae. La especie es endémica de la isla de Viti Levu, en Fiji. 